# 聖弗蘭西斯科埃爾阿爾托

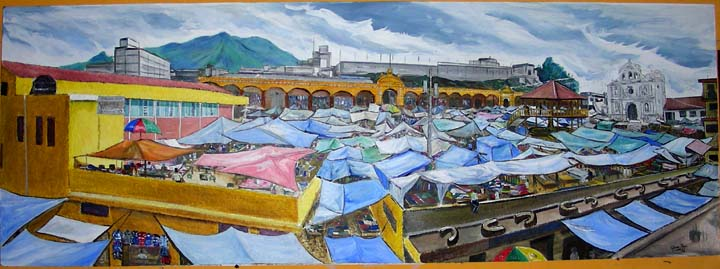

聖弗蘭西斯科埃爾阿爾托（西班牙語：San Francisco El Alto），是危地馬拉的城鎮，位於該國中西部，由托托尼卡潘省負責管轄，面積132平方公里，海拔高度2,581米，2002年人口45,241，人口密度每平方公里342.73人。